# Chodsigoa
Chodsigoa (Kastchenko, 1907) è un genere di toporagni della famiglia dei Soricidi.

## Etimologia
L'epiteto generico deriva dal nome del distretto di Chodsigou, nella parte settentrionale della provincia cinese del Sichuan, dove fu catturato l'olotipo di C.salenskii.

## Descrizione

### Dimensioni
Al genere Chodsigoa appartengono toporagni di piccole dimensioni, con lunghezza della testa e del corpo tra 54 e 99 mm, la lunghezza della coda tra 43 e 110 mm e un peso fino a 9,5 g.

### Caratteristiche craniche e dentarie
Il cranio è appiattito, con un profilo alquanto concavo. Gli incisivi anteriori superiori sono lunghi, uncinati e con una piccola cuspide alla base, quelli inferiori sono proclivi e con una cuspide supplementare arrotondata. Ci sono tre denti unicuspidati. Le punte dei denti sono bruno-rossastre.
Sono caratterizzati dalla seguente formula dentaria:

### Aspetto
Il corpo è snello. La pelliccia è densa e soffice. Le parti dorsali sono bruno-rossastre, marroni scure, grigiastre o nerastre, mentre le parti inferiori sono più chiare. Le orecchie sono prominenti e prive di peli. La coda è di lunghezza variabile, circa uguale alla testa ed il corpo o meno della metà.

## Distribuzione
Il genere è diffuso in Cina e in Indocina.

## Tassonomia
Il genere comprende 8 specie.
- Chodsigoa caovansunga
- Chodsigoa hypsibia
- Chodsigoa lamula
- Chodsigoa parca
- Chodsigoa parva
- Chodsigoa salenskii
- Chodsigoa smithii
- Chodsigoa sodalis